# 江口德子
江口德子（日语：／ Eguchi Noriko，1980年4月28日—），日本女演員。出身於兵庫縣，Knockout旗下藝人。

## 戲劇作品

### 電視劇
- 水男孩 第7集（2003年8月12日，富士電視台）
- 龍櫻 第1季 第4集（2005年7月29日，TBS）：飾演 暴走族領袖
- 時效警察（2006年1月－3月，朝日電視台）：飾演
- 時效警察2（2007年4月－6月，朝日電視台）：飾演
- 1磅的福音（2008年1月－3月，日本電視台）：飾演 米妮修女
- 週刊真木陽子 第5集（2008年4月30日，東京電視台）：飾演 リナ
- BLOODY MONDAY 第1集・第2集（2008年10月11日・18日，TBS）：飾演 安田由紀子
- 破案天才奇娜 第6集（2009年2月25日，日本電視台）：飾演 中野直美
- 家有花樣男子X6 第1集 - 第3集（2009年4月14日－28日、富士電視台）：飾演
- 不能講的恐怖故事 第4集（2010年7月10日，BeeTV）
- 我是野田（2010年10月－2011年4月）：飾演 ，主演
- CONTROL～犯罪心理搜查～ 第1集（2011年1月11日，富士電視台）：飾演
- 我是野田2（2011年10月－2013年3月）：飾演 ，主演
- 我是野田 特別篇「野田與聖誕節」（2011年12月24日）：飾演 ，主演
- Strangers6（2012年1月－5月，WOWOW / 3月26日－3月28日，富士電視台）
- 我是野田3（2012年10月－2012年2月）：飾演 ，主演
- Going My Home（2012年10月－12月，關西電視台）：飾演 堤千惠子
- LAST HOPE（2013年1月－3月，富士電視台）：飾演 今井麻衣
- 無名毒（2013年8月－9月，TBS）：飾演
- SPEC～零～（2013年10月23日，TBS）：飾演 藤井老師
- 明天媽媽不在 第2集（2014年1月22日，日本電視台）：飾演 安田美智子
- 阿政（2014年9月－2015年3月，NHK）：飾演 好子
- 戀愛時代（2015年4月－6月，讀賣電視台）：飾演 荒巻小百合
- 花燃（2015年7月－12月，NHK）：飾演 日出
- 產科醫鴻鳥 第1季（2015年10月－12月，TBS）：飾演 向井祥子
- AKB恐怖夜 腎上腺素之夜（2016年1月28日，朝日電視台）：飾演
- 彼岸花～警視廳搜查七課～ 第7話（2016年2月24日，日本電視台）：飾演 掛居沙保里
- 誰殺了德山大五郎？（2016年7月－10月，東京電視台）：飾演 神崎雪繪
- 擁有神之舌的男人 第2集（2016年7月15日，TBS）：飾演 五月女悦子
- 不起眼卻很厲害！校閱女孩·河野悅子（2016年10月－12月，日本電視台）：飾演
- 你家是我的事回來了（2017年5月26日，日本電視台）：飾演 道端杏
- 我的彆腳丈夫（2017年7月－9月，日本電視台）：飾演
- 黑革記事本（2017年8月3日，朝日電視台）：飾演 堂林京子
- 產科醫鴻鳥 第2季（2017年10月－12月，TBS）：飾演 向井祥子
- 民眾之敵～這世道，不是很奇怪嗎！？～ 第2集・第3集（2017年10月30日・11月6日，富士電視台）：飾演 小山田香
- 瀨戶與內海 第6集（2017年11月18日，東京電視台）：飾演 貓（配音）
- anone（2018年1月10日－3月21日，日本電視台）：飾演 青島玲
- 海月姬（2018年2月19日－3月19日，富士電視台）：飾演
- 健康有文化的最低限度生活 第2集・第3集（2018年7月24日・7月31日，關西電視台）：飾演 日下部聰美
- Dele 刪除人生 第1集（2018年7月27日，朝日電視台）：飾演 片山薫
- 戀之月 第9集 - 最終話（2018年9月21日－10月12日，東京電視台）：飾演 照井幸代
- 小偷刑警 -警視廳搜查三課-（2018年10月13日－12月15日，日本電視台）：飾演 寶塚瑤子
- 法庭女王 第3話（2019年1月27日，TBS）：飾演 河合映美
- 我要準時下班（2019年4月16日－6月25日，TBS）：飾演 王丹
- 明察小會計（2019年7月26日－9月27日，NHK）：飾演  麻吹美華
- 時效警察2019（2019年10月－12月，朝日電視台）：飾演
- 在非黑非白的世界，熊貓笑了。 第5集・第6集（2020年2月9日・2月16日，日本電視台）：飾演 坂下彌生
- 半澤直樹 第2季 第4集 - 最終話（2020年8月9日－9月27日，TBS）：飾演 白井亞希子
- 危險2人-K2- 池袋署刑事課神崎·黑木（2020年9月11日－10月16日，TBS）：飾演
- ＃遙距戀愛 普通的戀愛是邪道（2020年10月14日－12月23日，日本電視台）：飾演
- 那女人，吉特巴舞（2021年1月9日－3月13日，東海電視台、富士電視台）：飾演
- 我家的故事（2021年1月22日－3月26日，TBS）：飾演 長田舞
- 獨活女子的守則（2021年4月3日－6月19日，東京電視台）：飾演 五月女惠，主演
- 恋爱喜剧守则-自卑女与年下男 第10集（2021年6月，東京電視台）：飾演 五月女惠
- 龍櫻 第2季（2021年4月25日－6月27日，TBS）：飾演 龍野久美子
- 桃與梅（2021年9月，Hulu）：飾演 梅姐，主演
- SUPER RICH（2021年10月14日－12月23日，富士電視台）：飾演 冰河衛，主演
- 鎌倉殿的13人（2022年，NHK）：飾演 龜之前
- 獨活女子的守則2（2022年4月7日－5月26日，東京電視台）：飾演 五月女惠，主演
- 惡女WARU〜誰說工作不帥氣？〜（2022年4月13日－6月15日，日本電視台）：飾演 峰岸雪
- 網購美食宅幸福 第2集（2022年4月16日，東京電視台）：飾演 五月女惠
- BRUSH UP LIFE 第9集・最終話（2023年3月5日・12日，日本電視台）：飾演 堀口聰子
- 獨活女子的守則3（2023年4月6日－6月22日，東京電視台）：飾演 五月女惠，主演
- Fixer Season1 第3集（2023年5月7日，WOWOW）：飾演 佐佐木雪乃
- Fixer Season2（2023年7月9日－8月6日，WOWOW）：飾演 佐佐木雪乃
- 我家律師很麻煩（2023年10月13日－12月22日，富士電視台）：飾演
- 電視報導記者～連接新聞的女性們～（2024年3月5日，日本電視台）：飾演 真野二葉，主演（與芳根京子雙主演）
- 獨活女子的守則4（2024年3月13日－6月20日，東京電視台）：飾演 五月女惠，主演
- 萬博的太陽（2024年3月24日，朝日電視台）：飾演 萬田和世
- 紅豆麵包（2025年3月31日－，NHK）：飾演 朝田羽多子
- 對岸的家事～這就是我的生存之道！～（2025年4月1日－6月3日，TBS）：飾演 長野礼子
- 獨活女子的守則5（2025年4月3日－6月5日，東京電視台）：飾演 五月女惠，主演

### 網路劇
- 要是晴天就好了（2025年1月10日，Amazon Prime Video）：飾演 菅野富貴子

### 電影
- 當他們認真編織時（2017年2月25日）：飾演 金井
- 薙刀社青春日記（2017年9月22日）：飾演 壽慶
- 藍色時期（2024年8月9日）：飾演 大葉真由

## 獲得獎項
- 2021年東京國際戲劇節 最佳女配角（《我家的故事》）
- 2022年第46回黃金飛翔獎（日语：エランドール賞）

## 外部連結
- 經紀公司個人資料頁面 （日語）